# Nati nel 1917/Settembre
| Questa pagina contiene informazioni ricavate automaticamente dalle voci biografiche con l'ausilio del template Bio e di un bot. L'aggiornamento è periodico e automatico e ricostruisce completamente la pagina. Se manca una persona in questa lista, sei pregato di non aggiungerla, ma accertati piuttosto che la sua voce biografica contenga il template Bio e che i dati anagrafici siano correttamente compilati. Se il template Bio manca, inseriscilo tu stesso o, in alternativa, metti l'avviso {{tmp\|Bio}} che ne segnala la mancanza. Se i dati riportati sono sbagliati, correggi direttamente la voce biografica; le modifiche saranno visibili in questa lista entro pochi giorni. Per chiarimenti vedi il progetto biografie. La lista contiene solo le 132 persone che sono citate nell'enciclopedia e per le quali è stato implementato correttamente il template Bio. Pagina aggiornata al 10 lug 2025. |

- 1º settembre - Velma Middleton, cantante statunitense († 1961)
- 1º settembre - Paulo Porto, attore, regista e produttore cinematografico brasiliano († 1999)
- 1º settembre - Niccolò Theodoli, produttore cinematografico italiano († 1988)
- 2 settembre - Laurindo Almeida, chitarrista brasiliano († 1995)
- 2 settembre - Aldo Prata Pizzala, calciatore italiano
- 2 settembre - Armando Trovajoli, pianista, compositore e direttore d'orchestra italiano († 2013)
- 2 settembre - Luciana Viviani, partigiana e politica italiana († 2012)
- 3 settembre - Alexandru Popescu, cestista e allenatore di pallacanestro rumeno († 2007)
- 3 settembre - Paul Zoungrana, cardinale e arcivescovo cattolico burkinabé († 2000)
- 4 settembre - Joe Fabel, cestista statunitense († 1967)
- 4 settembre - Henry Ford II, imprenditore statunitense († 1987)
- 4 settembre - Pál Maléter, generale ungherese († 1958)
- 4 settembre - Hilary Mason, attrice britannica († 2006)
- 4 settembre - Salvo Monica, scultore italiano († 2008)
- 5 settembre - Manuel Alday, calciatore spagnolo († 1976)
- 5 settembre - Luigi Baldan, militare e operaio italiano († 2017)
- 5 settembre - Galina Urbanovič, ginnasta sovietica († 2011)
- 6 settembre - John Berry, regista, sceneggiatore e attore statunitense († 1999)
- 6 settembre - Philipp von Boeselager, militare tedesco († 2008)
- 6 settembre - Charley Burley, pugile statunitense († 1992)
- 6 settembre - Henryk Jaźnicki, calciatore, cestista e pallavolista polacco († 2004)
- 6 settembre - Ary dos Santos Furtado, cestista brasiliano
- 7 settembre - John Cornforth, chimico australiano († 2013)
- 7 settembre - Alessandro Delmastro, partigiano italiano († 1944)
- 7 settembre - Giannino Di Teodoro, allenatore di calcio e calciatore italiano
- 7 settembre - Jacob Lawrence, pittore statunitense († 2000)
- 7 settembre - Amos Paoli, partigiano italiano († 1944)
- 7 settembre - Giancarlo Zoli, avvocato e politico italiano († 2007)
- 8 settembre - Lana Marconi, attrice romena († 1990)
- 8 settembre - Jan Sedivka, violinista e insegnante australiano († 2009)
- 8 settembre - Giotto Tempestini, attore italiano († 2009)
- 9 settembre - Stefano Germanò, politico italiano († 1999)
- 9 settembre - Frank Robbins, fumettista statunitense († 1994)
- 9 settembre - Rolf Wenkhaus, attore tedesco († 1942)
- 10 settembre - Paolo Barile, giurista, politico e avvocato italiano († 2000)
- 10 settembre - Salvatore Bruno, politico italiano († 1963)
- 10 settembre - Franco Fortini, poeta, saggista e critico letterario italiano († 1994)
- 10 settembre - Eric Fright, calciatore inglese († 1995)
- 10 settembre - Masahiko Kimura, judoka e wrestler giapponese († 1993)
- 10 settembre - Allan Kwartler, schermidore statunitense († 1998)
- 10 settembre - Miguel Serrano, esoterista, scrittore e diplomatico cileno († 2009)
- 11 settembre - Ugo Bologna, attore, doppiatore e militare italiano († 1998)
- 11 settembre - Gaetano Borghi, militare italiano
- 11 settembre - Jessica Mitford, scrittrice, giornalista e attivista britannica († 1996)
- 11 settembre - Kenkichi Iwasawa, matematico giapponese († 1998)
- 11 settembre - Bernice Lapp, nuotatrice statunitense († 2010)
- 11 settembre - Herbert Lom, attore ceco († 2012)
- 11 settembre - Omero Lucchi, militare italiano
- 11 settembre - Ferdinand Marcos, politico, avvocato e militare filippino († 1989)
- 11 settembre - Carlos Puebla, cantautore cubano († 1989)
- 12 settembre - Jochen Balke, nuotatore tedesco († 1944)
- 12 settembre - Diana Cenni, cestista e pattinatrice italiana († 1999)
- 12 settembre - Francesco Cescato, militare italiano († 1943)
- 12 settembre - Mario Romani, economista italiano († 1975)
- 12 settembre - Han Suyin, scrittrice e medica cinese († 2012)
- 13 settembre - Joseph Armone, mafioso statunitense († 1992)
- 14 settembre - Heinrich Ehrler, aviatore tedesco († 1945)
- 14 settembre - Ettore Sottsass, architetto, designer e fotografo italiano († 2007)
- 15 settembre - Pëtr Markovič Abovin-Egides, filosofo russo († 1997)
- 15 settembre - David Flusser, storico e biblista israeliano († 2000)
- 15 settembre - Hilde Güden, soprano austriaco († 1988)
- 15 settembre - Buddy Jeannette, cestista, allenatore di pallacanestro e dirigente sportivo statunitense († 1998)
- 15 settembre - Guido Pagani, medico e alpinista italiano († 1988)
- 15 settembre - René Pijpers, calciatore olandese († 1944)
- 16 settembre - Mario Gomez d'Ayala, politico e avvocato italiano († 2008)
- 16 settembre - Dragutin Mitić, tennista jugoslavo († 1986)
- 16 settembre - Frank Moss, calciatore inglese († 1997)
- 16 settembre - Natale Rea, pugile e allenatore di pugilato italiano († 2007)
- 16 settembre - Mario Saracino, calciatore e allenatore di calcio italiano († 2002)
- 16 settembre - Alexander Schmorell, antifascista tedesco († 1943)
- 16 settembre - Jole Voleri, attrice italiana († 2009)
- 17 settembre - Celestino Camilla, ciclista su strada italiano († 1991)
- 17 settembre - Tetsuo Hamuro, nuotatore giapponese († 2005)
- 17 settembre - Albano Meazzini, partigiano e politico italiano († 1999)
- 17 settembre - Ib Melchior, scrittore, produttore cinematografico e sceneggiatore danese († 2015)
- 18 settembre - József Asbóth, tennista ungherese († 1986)
- 18 settembre - Bob Cluggish, cestista statunitense († 2008)
- 18 settembre - June Foray, doppiatrice statunitense († 2017)
- 18 settembre - Francis Parker Yockey, filosofo statunitense († 1960)
- 18 settembre - Ferenc Pataki, ginnasta ungherese († 1988)
- 18 settembre - Antonio Stefanizzi, gesuita, fisico e conduttore radiofonico italiano († 2020)
- 18 settembre - Phil Taylor, calciatore e allenatore di calcio inglese († 2012)
- 19 settembre - James Bowes-Lyon, generale inglese († 1977)
- 19 settembre - Amedeo Scarpi, canottiere italiano († 2011)
- 20 settembre - Red Auerbach, allenatore di pallacanestro e dirigente sportivo statunitense († 2006)
- 20 settembre - Fernando Rey, attore spagnolo († 1994)
- 20 settembre - Władysław Rubin, cardinale e vescovo cattolico polacco († 1990)
- 20 settembre - Clarice Taylor, attrice statunitense († 2011)
- 20 settembre - Obdulio Varela, calciatore uruguaiano († 1996)
- 20 settembre - René Weil, militare e aviatore francese († 1942)
- 20 settembre - Abd al-Latif Baghdadi, militare e politico egiziano († 1999)
- 21 settembre - Franco Calamandrei, partigiano, giornalista e politico italiano († 1982)
- 21 settembre - Ettore Fico, pittore italiano († 2004)
- 21 settembre - Zoe Incrocci, attrice e doppiatrice italiana († 2003)
- 21 settembre - Mahlaqa Mallah, ambientalista iraniana († 2021)
- 21 settembre - Giulio Petroni, regista e sceneggiatore italiano († 2010)
- 22 settembre - Edmondo Bonansea, calciatore e allenatore di calcio italiano († 1989)
- 22 settembre - Anna Campori, attrice italiana († 2018)
- 22 settembre - Gertrud Seele, infermiera tedesca († 1945)
- 23 settembre - Andy Black, calciatore scozzese († 1989)
- 23 settembre - Mario Bussagli, orientalista italiano († 1988)
- 23 settembre - Asima Chatterjee, chimica indiana († 2006)
- 23 settembre - Cesare Gallea, calciatore e allenatore di calcio italiano († 2008)
- 23 settembre - Knut Haugland, esploratore norvegese († 2009)
- 23 settembre - Adriano Magi-Braschi, generale italiano († 1995)
- 23 settembre - Imre Németh, martellista ungherese († 1989)
- 23 settembre - El Santo, wrestler e attore cinematografico messicano († 1984)
- 23 settembre - Oberdan Troiani, direttore della fotografia italiano († 2005)
- 24 settembre - Luigi Gallanti, calciatore italiano († 1990)
- 24 settembre - Otto Günsche, militare tedesco († 2003)
- 24 settembre - Marcel Langer, militare e aviatore francese († 1990)
- 25 settembre - Carmelo Raiti, militare italiano († 1941)
- 25 settembre - Phil Rizzuto, giocatore di baseball statunitense († 2007)
- 26 settembre - György Györffy, storico ungherese († 2000)
- 26 settembre - Ted Haworth, scenografo statunitense († 1993)
- 26 settembre - Trần Đức Thảo, filosofo vietnamita († 1993)
- 27 settembre - Giuseppe Gentili, fantino italiano († 1978)
- 28 settembre - Carl Ballantine, attore e illusionista statunitense († 2009)
- 28 settembre - Eugeniusz Horbaczewski, militare e aviatore polacco († 1944)
- 28 settembre - Augusto Jacobacci, militare italiano († 1960)
- 28 settembre - Elena Libera, schermitrice italiana († 2012)
- 28 settembre - Michael Somes, ballerino inglese († 1994)
- 28 settembre - Yustrich, allenatore di calcio e calciatore brasiliano († 1990)
- 29 settembre - Ettore Bisagno, militare italiano († 1942)
- 29 settembre - Göran Gentele, attore e regista svedese († 1972)
- 29 settembre - Jesse Renick, cestista e allenatore di pallacanestro statunitense († 1999)
- 29 settembre - Vittorio Sanseverino, militare e aviatore italiano († 2010)
- 30 settembre - Chacrinha, showman, conduttore radiofonico e attore brasiliano († 1988)
- 30 settembre - Jurij Petrovič Ljubimov, attore e regista sovietico († 2014)
- 30 settembre - Buddy Rich, batterista statunitense († 1987)
- 30 settembre - Harold Rosenthal, saggista e critico musicale inglese († 1987)
- 30 settembre - Austin Willis, attore canadese († 2004)